# Yamila Díaz
Yamila Díaz Rahi (Buenos Aires, 9 marzo 1976) è una modella argentina di origini libanesi.

## Carriera
Yamila Díaz viene notata da un talent scout milanese mentre si trova in vacanza in Uruguay. 
Dopo aver lavorato per alcuni anni a Milano, nel 1999 compare nella rivista Sports Illustrated Swimsuit Issue e nel 2002 viene scelta per la copertina della stessa rivista, esperienza che ripeterà nel 2006, apparendo insieme ad altre colleghe per uno speciale della rivista. La Díaz ha collezionato numerose altre copertine, incluse quelle di GQ, Glamour, Maxim, Elle, Marie Claire, Harper's Bazaar, Max e Shape.
Fra gli altri lavori importanti della modella, vanno ricordati un catalogo di Victoria's Secret, le campagne pubblicitarie di Bebe, Swish Jeans, il profumo Cool Water di Davidoff, Emanuel Ungaro e CoverGirl, di cui è stata la prima testimonial latinoamericana. Nel 1999 è stata protagonista del film Il pesce innamorato, a fianco di Leonardo Pieraccioni.

## Agenzie
- NEXT Model Management - Parigi
- The Fashion Model Management
- Yuli Models

## Filmografia
- Il pesce innamorato,  regia di Leonardo Pieraccioni (1999)

## Doppiatrici italiane
- Chiara Colizzi ne Il pesce innamorato